# FV Engers 07
Maillots
Le FV Engers 07 est un club allemand de football localisé dans le district d'Engers à Neuwied près de Coblence en Rhénanie-Palatinat.

## Histoire
Le club a été fondé le 10 juillet 1907 sous l’appellation de FC Viktoria Engers. Un peu plis tard la même année, il fut rejoint pas le FC Roland Engers. En 1910, le club s’unit avec le cercle gymnique du Turnverein 1879 Engers. 
En 1913, le club remporta la Division C de la Bezirk Koblenz.
En 1916, l’équipe de football reprit son indépendance sous la dénomination Fußballverein Engers.
En 1919, le FV Engers enleva le titre de la Division B. Le club monta dans la plus haute ligue régionale en 1923.
Au début des années 1930, le FV Engers disputa les qualifications pour accéder à la Gauliga Mittelrhein (équivalent D1), une des seize ligues créées sur ordre du régime nazi dès son arrivée au pouvoir en 1933. Le club fut battu par le 1. FC Idar. 
Lors de la saison 1941-1942, la Gauliga Mittelrhein fut scindée en deux ligues distinctes: la Gauliga Aachen/Köln et la Gauliga Moselland. Ce fut dans celle-ci qu’Engers monta et joua durant trois saisons.
En 1945, le club fut dissous par les Alliés, comme tous les clubs et associations allemands. Le FV Engers fut assez rapidement reconstitué. Il joua dans une ligue amateur d’où il accéda à l’Oberliga Südwest (équivalent D1) en 1949. Il y joua quatre saisons puis fut relégué. En 1955-1956, le club réapparut en Oberliga mais redescendit après une saison.
En 1963, lors de la création de la Bundesliga, le FV Engers ne parvint pas à se qualifier pour la Regionalliga Südwest (équivalent D2) et fut versé en Amateurliga Rheinland.
En 1967, le FV Engers fêta son 60e anniversaire en participant au premier tour du Championnat d’Allemagne Amateur et en atteignant la finale de la Rheinland Pokal. La saison suivante, le club plongea au classement et fut relégué au 4e niveau de la hiérarchie. Il remonta rapidement et presta cinq saisons en Amateurliga Rheinland, avant de redescendre à nouveau.
En 1981, le FV remporta le titre en Kreisliga et accéda ainsi à la Berzirksliga où le club fut vice-champion deux ans plus tard et gagna, via le tour final, le droit de monter en Landesliga Nord.
Après un nouveau titre de vice-champion, le club loupa la montée pendant le tour finale contre Untermosel, mais deux saisons plus tard, en 1987, le FV Engers décrocha l’accession à la Verbandsliga.
En 2002, le club décrocha le titre et accéda à l’Oberliga Südwest (équivalent D4). Le FV Engers y joua six saisons, en milieu de tableau. En 2008, le club termina dernier et redescendit en Verbandsliga (équivalent D6) car la saison suivante, l’Obergliga descendit niveau 5 à la suite de la création de la 3. Liga.

## Palmarès
- Vice-champions de l’Oberliga Südwest: 1955.
- Champion de Kreisliga: 1981
- Vice-champion de Bezirksliga: 1983.
- Champion de la Verbandsliga Rheinland: 2002.
- Finaliste de la Rheinland Pokal: 1967/